# Hercostomus xinjianganus
Hercostomus xinjianganus är en tvåvingeart som beskrevs av Yang 1996. Hercostomus xinjianganus ingår i släktet Hercostomus och familjen styltflugor. Inga underarter finns listade i Catalogue of Life.